# IVE EMPATHY
IVE EMPATHY는 2025년 2월 3일에 발매된 IVE의 세 번째 미니 음반이다.

## 배경
2024년 8월 일본 음반 ‘ALIVE’를 발매한 이후 6개월 만의 신규 음반이며, 한국 음반으로는 2024년 4월 IVE SWITCH를 발매한 후 첫 신규 음반이다.

## 발매 과정
2025년 1월 13일, 타이틀곡을 선공개할 예정이다.